# Chery Tiggo 8
O Chery Tiggo 8 é um SUV crossover do segmento D de 3 fileiras de bancos (7 lugares) produzido pela Chery sob a série de produtos Tiggo. Está posicionado entre o Tiggo 7 menor e o Tiggo 9 maior. Uma variante mais sofisticada com um estilo atualizado chamada Chery Tiggo 8 Plus na China foi lançada em 2020, que é comercializada como Chery Tiggo 8 Pro nos mercados internacionais, inclusive no brasileiro. Outra variante mais recente com um estilo alterado, chamada Tiggo 8 Pro, foi introduzida no mercado chinês em 2022. Seu porta-malas comporta 193 litros com as 3 fileiras de bancos em pé, 889 litros com a terceira fileira rebatida e 1.930 litros com a segunda fileira também rebatida.

## No Brasil
No Brasil, foi lançado em agosto de 2020 como modelo 2021 e é montado em regime CKD na fábrica da CAOA em Anápolis. A versão Pro (global) foi lançada no Brasil em 2022 importada da China. 

## Vendas
| Ano  | China   | Brasil | México | Indonésia |
| ---- | ------- | ------ | ------ | --------- |
| 2018 | 50.553  |        |        |           |
| 2019 | 116.494 |        |        |           |
| 2020 | 135.387 | 1.620  |        |           |
| 2021 | 161.083 | 10.454 |        |           |
| 2022 | 180.450 | 10.441 |        |           |
| 2023 | 127.018 | 9.545  | 3.736  | 538       |